# Corythophora aurea
Corythophora aurea är en fjärilsart som beskrevs av Braun 1915. Corythophora aurea ingår i släktet Corythophora och familjen rullvingemalar. Inga underarter finns listade i Catalogue of Life.